# Германо-польская таможенная война

Польша в 1922 году.

Германо-польская таможенная война — политический и экономический конфликт между Второй Польской Республикой и Веймарской республикой, длившийся с июня 1925 по март 1934 года. Конфликт начался, когда истек срок действия статуса Польши как одной из наиболее благоприятствуемых стран Антанты в торговле с Германией. Затем Берлин решил повысить таможенную пошлину, что в первую очередь коснулось польской угольной промышленности, бывшей основным экспортным товаром Польши в Германии. Взамен Варшава также повысила пошлины на немецкие товары. Целью войны Германии было вызвать крах экономики Польши и добиться политических уступок, среди которых были реваншистские притязания на отошедшие к Польше немецкие территории.

## Предыстория
В 1918 году Польша получила независимость после 123 лет иностранного господства. Экономика вновь созданной страны была плохой в результате нескольких войн, которые велись на польской земле между 1914 и 1921 годами, и многолетнего разделения между тремя разделяющими державами. В 1919 г. промышленное производство на польских землях упало на 70 % по сравнению с 1914 г., и перед правительством в Варшаве стояла трудная задача. Страна была разделена на различные экономические и политические системы, в обращении находилось несколько видов валюты. Балтийский порт Вольного города Данциг не входил в состав Польши.
Земли бывшего Царства Польского, на которые до 1914 г. приходилось 15 % промышленного производства Российской империи, были отрезаны от восточных рынков после создания Советского Союза. Кроме того, распад Австро-Венгрии разрушил налаженные с XIX в. экономические связи Галиции с Австрией и Богемией. Ближайший союзник Польши в лице Франции был далеко, и торговля с Парижем была ограничена. Германия стала основным торговым партнером и рынком для польских товаров. В 1925 г. 40 % польской внешней торговли приходилось на Германию, а наиболее развитые западные провинции Польши (польская часть Верхней Силезии, Великой Польши и Померелии) ещё больше зависели от Германии. До 1925 года польская Верхняя Силезия продавала половину своего угля Германии; в Польше спрос на остальное был невелик, потому что промышленное производство на польской территории составляло лишь малую часть прежнего уровня (1921 г. он составлял всего 35 % от уровня 1913 г.).

## Отношения двух стран

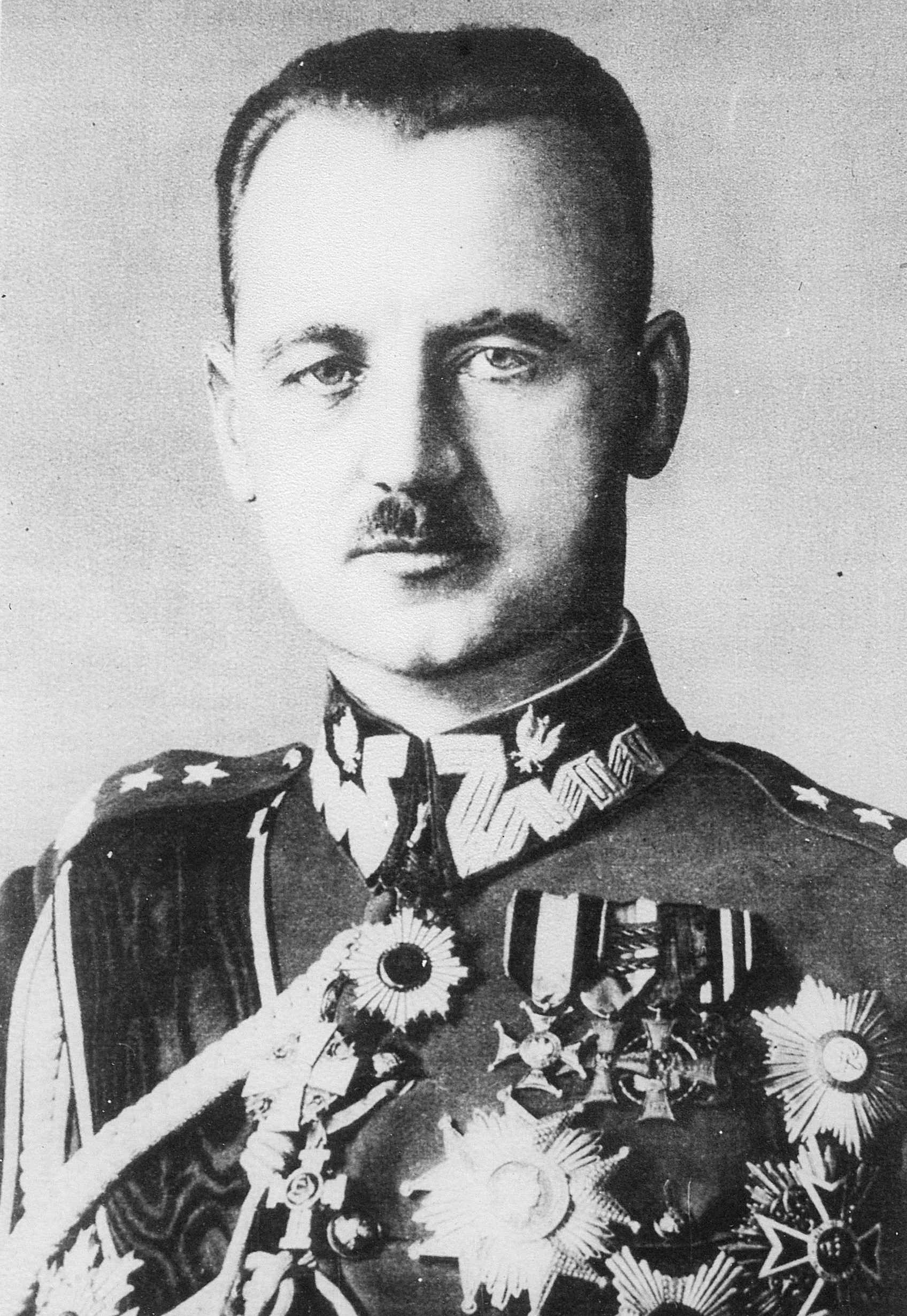
Премьер-министр Польши Владислав Сикорский.

После Первой мировой войны Германская империя потеряла провинции Познань и Западную Пруссию в пользу Польши, частично после восстаний польского населения в Великой Польше и Силезии. Эти территории (Великая Польша и Гданьское Поморье) были захвачены Пруссией в результате польских разделов. Дальнейшие территориальные претензии Польши были урегулированы в ходе плебисцита Восточной Пруссии и Верхней Силезии. В то время как Германия контролировала территории, в регионе поселились более 154 тыс. немецких колонистов в дополнение к не менее 378 тыс. немецких военных и чиновников, которые находились на польских территориях.

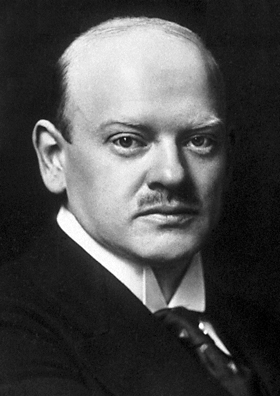
Немецкий министр иностранных дел Густав Штреземан.

В начале межвоенного периода в Германии Вторая Польская республика считалась «временным государством» («Saisonstaat»), и напряженность между двумя странами была высокой. Немецко-польская граница так и не была официально принята Германией, и с начала 1919 года внешняя политика Германии была направлена на пересмотр Версальского договора и повторное приобретение польских территорий. Польское правительство стремилось строго ограничить предоставление гражданства; люди, покинувшие этот район во время послевоенных беспорядков (большинство из которых были бывшими немецкими военнослужащими и чиновниками, дислоцированными на территории Польши. В 1924 году ситуация в Германии улучшилась как внутри страны, так и за её пределами. 30 августа 1924 г. на Венской конвенции оба правительства договорились о выселении 28 — 30 тыс. немцев, проживающих в Польше и выбравших немецкое гражданство («Optanten» на немецком языке), и 5 тыс. поляков, которые проживали в Германии и выбрали польское гражданство («Optanci»). на польском). Веймарская республика, которая в 1926 году стала членом Лиги Наций, пережила период относительного процветания, что положительно сказалось на Польше..
Население на территориях Силезии и частей бывшего прусской части Польши, значительное меньшинство из которых составляли этнические немцы, стало польскими гражданами. Этнические немцы имели право «выбрать» немецкое гражданство и покинуть страну; эта группа называлась «Оптантен». Польское правительство стремилось строго ограничить предоставление гражданства; люди, покинувшие этот район во время послевоенных беспорядков (большинство из которых были бывшими немецкими военнослужащими и чиновниками, дислоцированными на территории Польши) считались «молчаливыми оптантами». Согласно Договору о меньшинствах (также называемому «Малый Версальский договор»), подписанному Польшей, все бывшие граждане разделительных держав, отказавшиеся от польского гражданства, должны были покинуть страну до 10 января 1923 года. Это касалось граждан России, Венгрии, Австрии и Германии, хотя в случае выбравших немецкое гражданство немцев не было установлено точной даты их выезда. По Версальскому договору страны-победительницы, включая Польшу, получили право ликвидировать имущество немецких граждан Гельмут Липпельт пишет, что Германия использовала существование немецкого меньшинства в Польше в политических целях и как часть своих реваншистских требований, вызвав ответные меры Польши. Премьер-министр Польши Владислав Сикорский заявил в 1923 году, что дегерманизация этих территорий должна быть прекращена энергичной и быстрой ликвидацией собственности и выселением немецких «оптантенов»; немецких националистов нужно было убедить в том, что их точка зрения на временное состояние западной границы Польши была ошибочной. Для Липпельта это было частично реакцией на немецкие претензии и частично национализмом, призывающим исключить немецкий элемент. В свою очередь, немецкая политика подпитывалась антипольскими предрассудками.
В 1925 году Густав Штреземан предложил соглашение с Францией (Локарнские договоры) и дал понять, что при этом он намеревается «получить полную свободу действий, чтобы обеспечить мирное изменение границ на Востоке и […] о более позднем присоединении немецких территорий на Востоке». Штреземан отказался участвовать в каком-либо международном сотрудничестве, которое «преждевременно» стабилизировало бы польскую экономику. В ответ на британское предложение Штреземан написал германскому послу в Лондоне: «[Окончательная и прочная рекапитализация Польши должна быть отложена до тех пор, пока страна не созреет для урегулирования границы в соответствии с нашими пожеланиями и до тех пор, пока наша собственная позиция не будет решена. достаточно сильный». Согласно письму Штреземана, не должно было быть никакого урегулирования, «пока экономическое и финансовое бедствие [Польши] не достигло крайней стадии и не довело всю польскую политическую систему до состояния бессилия». Однако Штреземан не собирался провоцировать торговую войну. Немецкая пресса открыто восхваляла торговую войну, надеясь, что она приведет к разрушению польского государства. Как писала Frankfurter Zeitung 14 июня 1924 г., «Польша должна быть смертельно ранена после торговой войны. С её кровью утечет и её сила, и, наконец, её независимость».

## Таможенная война
После окончания Первой мировой войны торговля между обеими странами регулировалась Версальским договором и Женевской конвенцией о Верхней Силезии (1922 г.). Версальский договор требовал, чтобы Германия в одностороннем порядке предоставила статус наибольшего благоприятствования всем странам Антанты, а также недавно созданным восточным соседям. Экспорт товаров, произведенных на бывших территориях Германии и ныне входивших в состав Польши не облагался налогом во избежание экономического коллапса территорий. Согласно Женевской конвенции, Германия была обязана разрешить вывоз определённого количества угля из польской части Верхней Силезии. Оба документа действовали до 15 июня 1925 г.
В июне 1924 г. в Польше был принят новый таможенный закон. Его целью было защитить польский рынок от иностранных конкурентов и покрыть возросшие финансовые потребности. Предполагалось, что он послужит основой для будущих торговых соглашений. В то время как расходящиеся условия были урегулированы в двусторонних договорах между Польшей и Францией, Чехословакией, Венгрией и Грецией, налоги на другой импорт были повышены на 100 %.

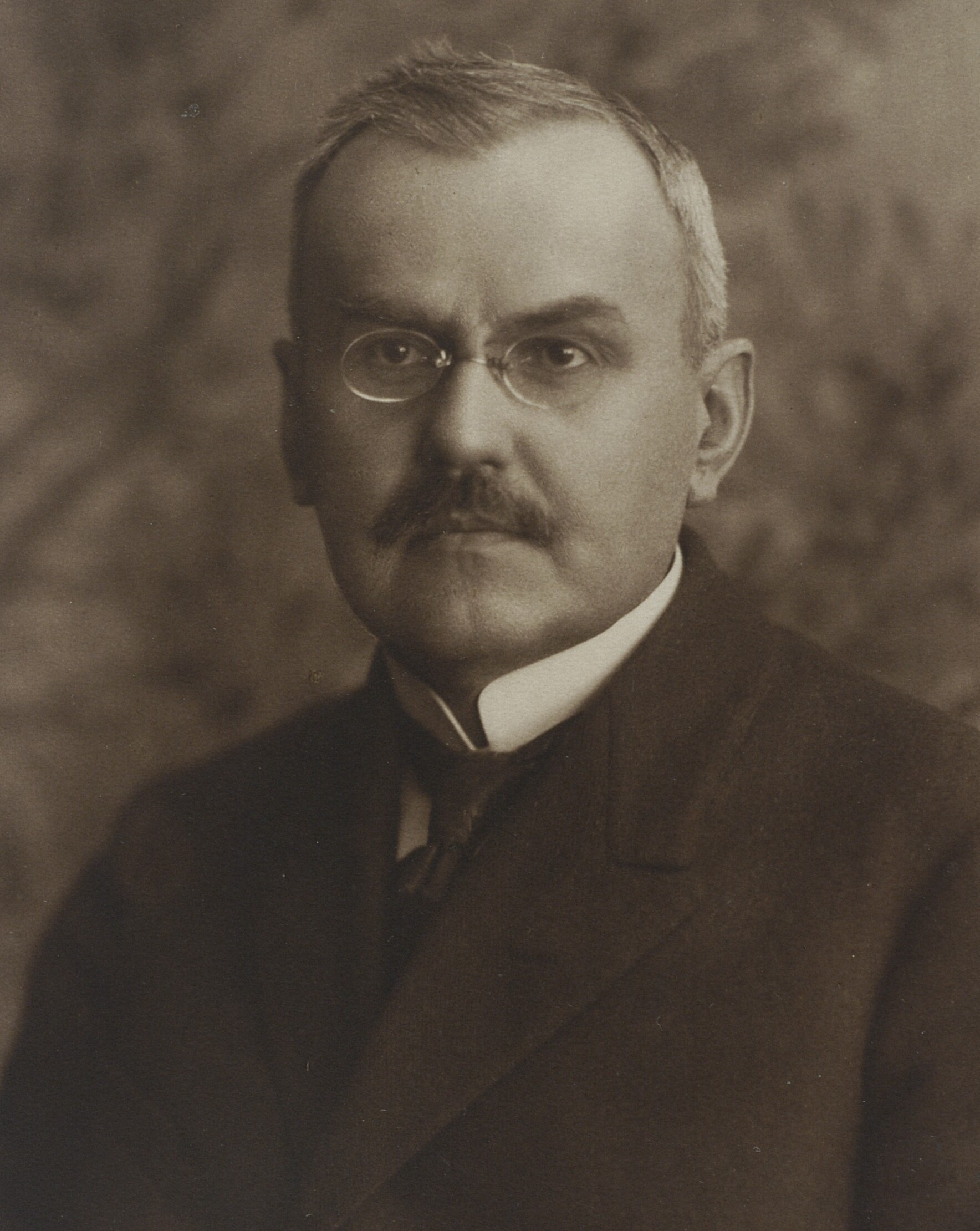
Премьер-министр Польши Владислав Грабский.

Польша потребовала возобновления торговых привилегий, но отказалась предоставить немецким товарам статус наибольшего благоприятствования. На переговорах в начале 1925 года Германия пыталась выиграть время, подняв вопросы торговли и меньшинств, такие как проблема «Оптантен», меры по ликвидации и права поселения; 15 июня истекал срок действия соответствующих пунктов договора. Германия потребовала от Польши отказаться от бесспорных прав по Версальскому договору и пересмотреть Венскую конвенцию, закрытую шестью месяцами ранее. Немцы надеялись, что Польша пойдет на уступки, и немецкие бизнесмены снова последуют за немецкой торговлей через границу. Это был чувствительный вопрос для Польши, только что сбросившей с себя политическое и экономическое влияние Германии.
В январе 1925 г., когда Германия восстановила суверенитет торговой политики, все закупки польского угля были прекращены а таможенные пошлины были повышены на всю продукцию польского производства. Некоторый польский экспорт подпадал под немецкое эмбарго. Варшава ответила повышением тарифов на немецкие товары. Переговоры начались в Берлине 3 марта 1925 года. Германия потребовала больше привилегий для немецкого меньшинства в Польше в качестве предварительного условия для возобновления торговли углем, но Варшава отказалась.
Злотый потерял свою ценность из-за сокращения польской промышленной продукции. Наиболее пострадавшей территорией была польская Верхняя Силезия — наиболее развитая часть страны, но также и наиболее зависимая от торговли с Германией. В ноябре 1925 года правительство Владислава Грабского рухнуло. Германия также заблокировала попытки Польши получить британский кредит, поскольку Германия планировала аннексировать польскую территорию после падения польского государства.
Когда 10 декабря 1926 г. польские делегации попытались прийти к мирному соглашению с Германией, Штреземан отверг переговоры, заявив, что нормализации германо-польских отношений не будет до тех пор, пока не будут решены «пограничные проблемы». Под ними он подразумевал Верхнюю Силезию, Померанию и Данциг (Гданьск). Президент Рейхсбанка Ялмар Шахт согласился и заявил, что любым экономическим соглашениям с Польшей должен предшествовать отказ Польши от Верхней Силезии и Польского коридора в Германию. Роберт Сполдинг писал, что со временем «немецкие политические требования стали фантастическими».
Официально таможенная война длилась до марта 1934 г. и была урегулирована после германо-польской декларации о ненападении. Польше в некоторой степени помогли Чехословакия, Австрия и Италия, правительства которых снизили железнодорожные тарифы на польский экспорт и транзит, увеличив экспорт польского угля.

## Последствия

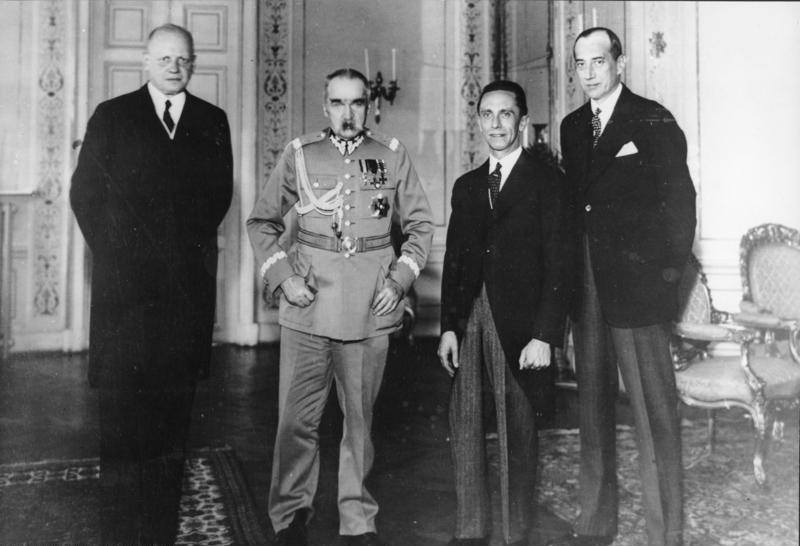
Посол Германии Ганс-Адольф фон Мольтке, польский лидер Юзеф Пилсудский, министр пропаганды Германии Йозеф Геббельс и министр иностранных дел Польши Юзеф Бек встречаются в Варшаве 15 июня 1934 года.

Польское правительство, столкнувшись с развалом международной торговли, было вынуждено инициировать программу внутренних инвестиций, что привело к росту местного производства. Безработица была сокращена за счет программы массовых общественных работ с двумя важными компонентами: строительством нового порта Гдыня на Балтийском море и угольной магистрали, железнодорожного сообщения между Верхней Силезией и Гдыней. Поскольку злотый потерял большую часть своей стоимости, экспорт польского угля в Скандинавию стал прибыльным.
Как это ни парадоксально, война имела и положительные последствия. Польша нашла новых торговых партнеров, и программа модернизации страны ускорилась. Также динамично развивался порт Гдыня. В то же время рост бедности и безработицы привел к забастовкам и демонстрациям; политические настроения были радикализированы. Одним из последствий войны стал майский государственный переворот 1926 г., осуществленный Юзефом Пилсудским.
Для Германии таможенная война имела незначительный эффект, так как экспорт в Польшу составлял всего 4 — 5 % от её международной торговли.

## Комментарии
1. ↑  Невзаимный статус наибольшего благоприятствования для всех стран-союзников Первой мировой войны (Антанты) был определён в Версальском договоре.
2. ↑  Кроме того, скандинавские рынки также открылись для Польши из-за всеобщей забастовки в Соединенном Королевстве 1926 года.